# Academia Valenciana del Audiovisual
La Academia Valenciana del Audiovisual (en valenciano y oficialmente Acadèmia Valenciana de l'Audiovisual) es una organización civil sin ánimo de lucro cuyo principal objetivo es fomentar la creación, producción, promoción y exhibición audiovisual en la Comunidad Valenciana.
Es, junto al Instituto Valenciano de Cultura, la encargada de otorgar anualmente los Premios Berlanga.
Actualmente cuenta con más de 350 socios, divididos entre socios fundadores, socios numerarios, socios junior y colaboradores asociados.

## Orígenes
La ausencia de una asociación en la Comunidad Valenciana que aglutinara a las personas que integran los sectores del cine valenciano propició que, el 7 de mayo de 2018, un grupo de profesionales del audiovisual se reuniera para formar la Academia Valenciana del Audiovisual.
Para ello, se nombró una Junta Directiva Provisional formada por José Llopis Osca, compositor, presidente; Pilar Pérez Solano, directora, vicepresidenta; Rodolf Sirera Turó, guionista, vicepresidente; Luis Gosalbez Payá, gestor sectorial, secretario; y Teresa Cebrián Sancho, gestora cultural, tesorera. Como vocales de la Junta figuraban José Jaime Linares Ibáñez, director de producción; Cristina Abril Galán, productora; Antonio Such García, exhibidor; Nuria Cidoncha Castellote, productora ejecutiva; Gustavo Ferrada Lavall, productor, y Ramón Nafria, animación.
Esta Junta Directiva provisional tendría como objetivo preparar una Asamblea General con todos aquellos profesionales que se hubieran inscrito en la Academia para ponerla definitivamente en marcha.

Tras la formalización de la organización y la celebración de unas elecciones en el año 2022, la Junta Directiva quedaba de la siguiente forma:
- Teresa Cebrián Sancho (presidenta)
- Ignacio Navarro Llopis (vicepresidente primero)
- Alejandra Mora Pérez (vicepresidenta segunda)
- Joana Chilet Martínez (tesorera)
- Rafael Casañ Garnelo (secretario)

junto a un total de 9 vocales y una suplente:
- Adán Aliaga Pastor
- Gabriel Guerra Antequera
- Gloria March Chulvi
- Lina Badenes Garcia
- Lorena Lluch Leal
- María Mínguez Pardo
- Rafael Molés Vilar
- Ricardo Macián Arcas
- Sixto J. García García
- Joana Martínez Ortueta (suplente)

## Objetivos
Los objetivos de la Academia, según su página web:
La Acadèmia Valenciana de l’Audiovisual es una asociación civil de carácter artístico y cultural, sin ánimo de lucro, formada por profesionales acreditados, cuyo objetivo es actuar como un núcleo de reflexión sobre las Artes Audiovisuales Valencianas y los/as creadores/as, productores/as, técnicos/as e intérpretes que trabajan en su campo. Fomentar su promoción nacional e internacional, impulsar su desarrollo, progreso y perfeccionamiento y actuar como generador de opinión y centro de estudio, investigación y difusión de las mismas.
y según lo manifestado en el momento de su creación:
1. La Academia Valenciana del Audiovisual nace con el objetivo de reunir a las personas que profesionalmente integran los diversos sectores implicados en la creación, la producción y la promoción y exhibición audiovisual en la Comunitat Valenciana.
2. La Academia pretende englobar a los profesionales de las diferentes modalidades existentes en este ámbito como cinematografía, televisión, audiovisual, documentales, animación, videojuegos o medios digitales, con una trayectoria profesional acreditada.
3. Se trata de crear un núcleo de reflexión sobre el audiovisual valenciano para mejorar la recepción social de los productos que genere e incrementar la consideración hacia los profesionales que lo hacen posible, constituyéndose al propio tiempo en un centro de estudio y análisis sobre el mismo.
4. La Academia pretende reconocer y dar a conocer la profesionalidad y excelencia de sus integrantes; cohesionar el sector, promocionando las creaciones generadas por sus socios y socias; impulsar la innovación y la formación continuada entre los profesionales de todo el sector; facilitar informes y proponer iniciativas ante la Administración Pública.
5. La Academia también pretende promover una política de recursos públicos para el fomento y la consolidación del audiovisual y tender puentes con los medios de comunicación audiovisuales, gráficos y digitales.
6. Finalmente, la Academia quiere conceder premios anuales a los mejores trabajos del sector; realizar estudios y trabajos científicos, artísticos y técnicos sobre cuestiones relacionadas con las Artes Audiovisuales y elevar el nivel artístico, técnico o científico de sus integrantes, de modo que las artes audiovisuales alcancen la relevancia social que les corresponde.

## Presidentes
- José Llopis Osca (2018 - 2022)
- Teresa Cebrián Sancho (2022 – presente)[4]